# کلاته شنستر
کلاته شنستر، روستایی از توابع بخش مرکزی شهرستان داورزن در استان خراسان رضوی ایران است.

## جمعیت
این روستا در دهستان کاه قرار دارد و براساس سرشماری مرکز آمار ایران در سال ۱۳۸۵، جمعیت آن زیر سه خانوار بوده‌است.